# Nivel Ejecutivo de la Policía Nacional de Colombia
El Nivel Ejecutivo de la Policía Nacional de Colombia es una carrera dentro de la institución policial; surge en el año de 1995, la cual aglutinó las carreras de los Suboficiales y Agentes de la Policía, en una sola; estableciendo exclusivamente dos carreras: Oficiales y Nivel Ejecutivo.

Historia del Nivel Ejecutivo de la Policía Nacional

## Instauración
El primer impulso de crear la carrera del Nivel Ejecutivo fue la ley 62 de 1993 en su numeral 1º del artículo 35, que otorgó facultades al presidente de la época el señor César Gaviria Trujillo; asesorado por su Consejero de Estado Wilson Granados, quien mediante Decreto 41 de 10 de enero de 1994 desarrollo la carrera; decreto declarado inexequible por la Corte Constitucional mediante Sentencia N.º C-417/94 del 22 de septiembre.
Con la Ley 180 de 1995 (enero 13), el Congreso de Colombia, otorgó facultades extraordinarias al Presidente de la época Ernesto Samper Pizano, para desarrollar la Carrera Policial denominada "Nivel Ejecutivo"; el Decreto 132 de 1995 (enero 13), desarrolló la carrera del Nivel Ejecutivo, que estableció los grados, y los tiempos mínimos en los grados para el ascenso; este decreto fue modificado por el Decreto 1791 de 2000, mediante facultades otorgadas por el Congreso en la Ley 578 de 2000 al señor presidente Andrés Pastrana Arango.
| - Comisario - Subcomisario (Cinco (5) años) - Intendente Jefe (Cinco (5) años) - Intendente (Siete (5) años) - Subintendente (Cinco (5) años) - Patrullero (mínimo (9) años pasando el concurso) | \| \| \| \| \| \| \| \| CM \| SC \| IJ \| IT \| SI \| PT \| \| Comisario \| Subcomisario \| Intendente Jefe \| Intendente \| Subintendente \| Patrullero \| \| El número ubicado en la parte superior de la jineta corresponde al mes y al año del último ascenso \| \| \| \| \| \| |                 |            |               |            |
| Insignias de grado del Nivel Ejecutivo de la Policía Nacional de Colombia | |                 |            |               |            |
| | |                 |            |               |            |
| CM | SC | IJ              | IT         | SI            | PT         |
| Comisario | Subcomisario | Intendente Jefe | Intendente | Subintendente | Patrullero |
| El número ubicado en la parte superior de la jineta corresponde al mes y al año del último ascenso                                                                                               | |                 |            |               |            |

## Tiempos mínimos en sus grados[8]
- Patrullero a Subintendente: debe cumplir minino 5 años en el grados y por concurso;
- Subintendente a Intendente: cinco años;
- Intendente a Intendente Jefe: cinco años;
- Intendente Jefe a Subcomisario: cinco años;
- Subcomisario a Comisario: cinco años.

## Ascensos
Para ascender en el escalafón, desde Subintendente hasta Comisario, se hace en orden jerárquico, con los siguientes menesteres:
- Tener el tiempo mínimo en cada uno de los grados,
- Ser llamado a curso de ascenso,
- Adelantar y aprobar el curso de ascenso,
- Tener actitud psicofísica,
- Obtener clasificación exigida para ascenso.
- Concepto favorable de la Junta de Evaluación y Clasificación.

El ascenso de Patrullero a Subintendente, requiere un concurso previo al curso de ascenso, antepuesto al cumplimento de los siguientes requisitos, así:
- Solicitud escrita a la Dirección General,
- Tener actitud psicofísica,
- Tiempo mínimo como Patrullero de cinco (5) años,
- No haber sido sancionado en los últimos tres años,
- Concepto favorable de la Junta de clasificación, y evaluación.

De esta forma el ascenso de Patrullero a Subintendente no concurre de forma automática, de modo que los Patrulleros pueden continuar en su grado sin ascender en el escalafón.
La posibilidad de los ascensos de todos sus miembros, está sujeta a las vacantes existentes, al Decreto de Planta, ajustada a la proyección de la institución, del Ministerio de Defensa Nacional y el Ministerio de Hacienda y Crédito Público, facilitado por el presupuesto fijado a la Policía.

## Equivalencias y Homologación[12]
Antes de la instauración de la carrera del Nivel Ejecutivo, la Policía contaba con tres carreras, de personal uniformado profesional, así: Oficiales, Suboficiales y Agentes; el Nivel Ejecutivo vino a suprimir las carreras de Suboficiales y Agentes empalmándolas en una sola carrera que contuviera a todos sus miembros, exceptuando la carrera de Oficiales que continuaba sin modificaciones; permitiendo al personal de Suboficiales y Agentes que lo solicitara, el ingreso al Nivel Ejecutivo, de acuerdo con las siguientes equivalencias:
- Agentes con menos de ocho (8) años de servicio al grado de Patrullero.
- Agentes con ocho (8) o más años de servicio al grado de Subintendente;
- Cabo segundo y Cabo Primero, al grado de Subintendente;
- Sargento Segundo, al grado de Intendente;
- Sargento Viceprimero, al grado de Intendente Jefe;
- Sargento Primero, al grado de Subcomisario;
- Sargento Mayor, al grado de Comisario;

## Suboficialidad
Se consideran en la categoría de Suboficiales, el personal de Mando Ejecutivo, esto es desde el grado de Subintendente al grado de Comisario.

## Personal de Base
El personal de Patrulleros y Auxiliares (Bachilleres y de Policía), es considerado del Nivel Básico u Operativo.

## Asignación de Retiro[17]
La asignación de retiro es prácticamente una pensión, que difiere por no requerir una edad determinada para causarla.
El personal policial del Nivel Ejecutivo que egreso antes del 31 de diciembre de 2004 tiene derecho a una asignación mensual de retiro, equivalente a un setenta por ciento (70%) de los haberes, por los primeros veinte (20) años, por:
- Llamamiento a calificar servicios[18]
- Por voluntad del Gobierno[18][19] (Facultad discrecional, previa recomendación de la Junta de Evaluación y Clasificación)
- Por disminución de la capacidad psicofísica (Concepto desfavorable de la Junta Médico Laboral sobre reubicación)[18]

La asignación mensual de retiro aumenta en un 4% por cada año que sobrepase de 20 años de servicio y un dos por ciento (2%) de adición cuando supere el (85%) por cada año, sin que el total sobrepase el noventa y cinco por ciento (95%) de las partidas computables.
Así, tienen derecho a una asignación mensual de retiro, equivalente a un ochenta y siete (87%), con veinticinco (25) años de servicio, por:
- Solicitud propia:[20]
- Cuando sea retirado:[21]
- Cuando sea separado en forma absoluta[22] (Sea condenado por sentencia ejecutoriada a la pena principal de prisión o arresto, por la Justicia Penal Militar o por la Ordinaria)

Todo el personal de la Policía Nacional de Colombia incluyendo el personal del Nivel Ejecutivo que se incorporó antes del 31 de diciembre de 2004, tienen derecho a una asignación mensual de retiro, después de los primeros 15 años de servicio de un 50% de los haberes y con 20 años de servicio un 70% de los haberes. 
De acuerdo a fallo por parte del Consejo de Estado el 14 de julio de 2014 expediente Expediente No.11001-03-25-000-2013-00850-00  N.º Interno: 1783-2013 Actor: Jorge Iván Mina Lasso Demandado: Nación   Ministerio de Defensa Nacional- Policía Nacional. Resuelve: 
IV. RESUELVE:
Primero: SE DECLARA LA SUSPENSIÓN PROVISIONAL del artículo 2 del Decreto N.º 1858 de 2012 Por medio del cual se fija el régimen pensional y de asignación de retiro del personal del nivel ejecutivo de la Policía Nacional
Segundo: SE NIEGA LA SUSPENSIÓN PROVISIONAL de los artículos 1 y 3 del Decreto 1858 de 2012 Por medio del cual se fija el régimen pensional y de asignación de retiro del personal del nivel ejecutivo de la Policía Nacional
Tercero: RECONÓCESE personería jurídica a la abogada Sandra Marcela Parada Aceros, para representar a la entidad demandada, en los términos y para los efectos del poder conferido visible a folio 28 del cuaderno de la medida cautelar.

Decreto 754 del 20 de abril de 2019 "Por el cual se fija el régimen de asignación de retiro del personal del nivel ejecutivo de la Policía Nacional por incorporación directa hasta el 31 de diciembre de 2004."
https://dapre.presidencia.gov.co/normativa/normativa/DECRETO%20754%20DEL%2030%20DE%20ABRIL%20DE%202019.pdf